# Mohamed Medjdoub Salguia
Mohamed Medjdoub Salguia (en arabe : محمد مجدوب سلقية) est un footballeur international algérien, né le 17 mars 1950 à Mohammadia dans la wilaya de Mascara, et mort le 28 octobre 2023 à Oran. Il évolue au poste de gardien de but.

## Biographie

### En club
En club, il joue en première division algérienne avec le club de l'ASO Chlef.

### En équipe nationale
Mohamed Medjdoub Salguia reçoit deux sélections en équipe d'Algérie en 1976 : il joue son premier match en équipe nationale le 2 mars 1976, en amical contre la Suède (défaite 0-2); et joue son dernier match le 10 septembre 1976 contre la Libye (défaite 1-0).

## Palmarès
ASO Chlef
- Championnat d'Algérie D2 (1) :
  - Champion Gr. Centre-Ouest : 1982-83.